# محافظة كانكان
كانكان هي محافظة غينية تقع في إقليم كانكان في غينيا. عاصمتها هي كانكان. تبلغ مساحة المحافظة 19،750 كيلومتر مربع ويبلغ عدد سكانها 473،359 نسمة.

## المحافظات الفرعية
تنقسم المحافظة إدارياً إلى 13 محافظة فرعية :
1. مركز كانكان
2. بالاندوغو
3. بات نفاجي
4. بولا
5. غبيريدو باراناما
6. كنفامورية
7. كومبان
8. مامورودو
9. ميسامانا
10. موريبايا
11. سابادو باراناما
12. تانتي أولين
13. توكونو